# Candelaro
A Candelaro egy folyó Olaszország Puglia régiójában, Foggia megyében. A Gargano-hegységből ered, San Paolo di Civitate mellett. Átszeli a Tavoliere delle Puglie síkságot, majd Manfredonia mellett a Salso-tóba torkollik. Vizét a Tavoliere öntözésére használják. Mellékfolyói a Triolo, Celone és Salsola.